# Heyda
Heyda è una frazione  (Ortsteil) della città tedesca di Ilmenau.

## Amministrazione
Heyda è amministrata da un consiglio di frazione (Ortsteilrat) e da un sindaco di frazione (Ortsteilbürgermeister).